# Brian Macdonald (homme politique)
Pour les articles homonymes, voir Brian Macdonald et Macdonald.
Brian Macdonald est un militaire et un homme politique canadien. 
Il représente la circonscription de Fredericton-Silverwood à l'Assemblée législative du Nouveau-Brunswick de 2010 à 2014 et celle de Fredericton-Ouest-Hanwell de 2014 à 2018.

## Biographie
Militaire de carrière, Macdonald a été membre du Royal Canadian Regiment, où il a atteint le grade de colonel. Au cours de ses 15 années de carrière dans l'armée, il a été basé aux bases de Gagetown, près de Fredericton et de Petawawa, en Ontario. Il a dirigé des troupes dans deux missions en Bosnie. Il a également participé à un projet de contrôle des changes avec le gouvernement irakien et à l'élaboration d'une stratégie de lutte contre le trafic de stupéfiants en Afghanistan.
À titre de conseiller de direction principal auprès du ministre de la Défense du Canada, Peter McKay, un poste qu'il a quitté pour se lancer en politique, il a participé à la rédaction de la stratégie de défense canadienne et à l'élaboration du programme de remplacement de la flotte des véhicules blindés des Forces canadiennes. Il figure dans une liste des 60 personnes les plus influentes au Canada en matière de politique étrangère établie par Embassy Magazine. Brian Macdonald détient une maîtrise en science politique du London School of Economics.